# Niżnia Biała Przełączka
Niżnia Biała Przełączka (słow. Nižná biela štrbina) – wybitna przełęcz w słowackiej części Tatr Wysokich, położona w grani głównej Tatr. Znajduje się w środkowym fragmencie Koperszadzkiej Grani, północno-wschodniej grani Jagnięcego Szczytu. Oddziela Biały Grzebień na południowym zachodzie od Białej Kopy na północnym wschodzie.
Stoki północno-zachodnie opadają z przełęczy do Jagnięcego Kotła w Dolinie Skoruszowej, południowo-wschodnie – do Doliny Białych Stawów. Do Jagnięcego Kotła zbiega z Niżniej Białej Przełączki żleb, zwężający się u dołu.
Na Niżnią Białą Przełączkę, podobnie jak na inne obiekty w Koperszadzkiej Grani, nie prowadzą żadne znakowane szlaki turystyczne. Najdogodniejsze drogi dla taterników wiodą na siodło granią z sąsiednich obiektów oraz z Doliny Białych Stawów.
Pierwsze pewne wejścia:
- letnie – Kazimierz Bizański, Janusz Chmielowski, Witold Chmielowski, Adam Lewicki, przewodnicy Klemens Bachleda, Jakub Bachleda Jarząbek, Jan Bachleda Tajber i Wojciech Brzega, 23 września 1901 r.,
- zimowe – Klara Hensch, Valentin Hajts i Gábor Seide, 15 lutego 1926 r.

Być może już wiele wcześniej granią przez Niżnią Białą Przełączkę schodzili 9 sierpnia 1793 r. z Jagnięcego Szczytu Robert Townson i przewodnik Hans Gross.